# セルライトスパ
セルライトスパは、吉本興業（大阪本部）所属のお笑いコンビ。2009年結成。NSC大阪校31期生。略称は「セルスパ」。よしもと漫才劇場に出演している。 2025年7月開催『ダブルインパクト〜漫才&コント 二刀流No.1決定戦〜』3位。

## メンバー
肥後 裕之（ひご ひろゆき、1985年5月31日 - ）（40歳）
ツッコミ（得意分野のネタではボケ）担当。
鹿児島県日置市出身、鹿児島国際大学卒業。身長170 cm、体重60 kg。血液型はA型。
顔が薄いという理由で伊達眼鏡を着用している。
趣味は音楽、鍋作り。
特技は歌で、『Hi-Go Music battle』というカラオケバトルライブを開いている。
同じく歌を得意とする堀川絵美とユニットを組み、『オールザッツ漫才』のフットカットバトルに出場したことがある。
「ヒーゴー!」という自己紹介ギャグがある。
NSCの女性タレントコース7期出身でコンビ「ブルーガリバー」として活動していた女性と、2015年11月15日に入籍。妻はpecoと同期にあたり、社長令嬢で月収はかなりの格差があった。また結婚式の費用などを妻の両親から借りており、プロポーズの際も妻の母や妹からアイディアを授かった上でプロポーズしたため、それを知った妻は激怒し妻とその実家との関係も悪化した。
『第37回ABCお笑いグランプリ』で優勝した際、肥後は当時の月収が8万円ながらも妻の実家と近い夙川付近へ居住していることを告白し、「嫁は僕のことを『かわいい』と言ってくれて、嫁の姉妹も僕のことが大好きなんですが、なかなかブレークできずそろそろブチ切れられそうな時期に来てて、本当に優勝できて助かりました」と喜びを語った。
2019年1月31日、長女の生誕をTwitterで報告。

大須賀 健剛（おおすか けんごう、1984年6月1日 - ）（41歳）
ボケ（得意分野のネタではツッコミ）担当。
愛知県刈谷市出身、豊田工業高等専門学校中退。身長164 cm、体重84 kg。血液型はA型。
芸人になる以前、TOYOTAのエンジン工場での従業員として2年ほど勤務していた。
大柄な体型と坊主が特徴で、坊主にしている理由はコントでカツラを素早く被るため。視力が悪いものの、コンビのバランスを考え眼鏡はかけていない。
趣味は釣り、競馬、格闘技（空手2段で黒帯）。
特技は亀甲縛り芸、『ゆるい話をする自分をきつく縛り上げる』・『2つの言葉を同時に言う』・『メジャーを使わず体を使って長さを計測する』。
高専を中退後は働きながら貯蓄し、22歳で世界一周の船旅に出た。旅先のアフリカで貧困ながらも自由に生きにこにこしている人々を見て、一度きりの人生だから好きなこともできずに終わるのは嫌だと思い旅を終えてすぐNSCに入った。
目標とする芸人はブラックマヨネーズ、秋山竜次（ロバート）。
2016年11月30日に一般女性と入籍。2018年8月に長女が生誕。
吉本の「ブカツ!」プロジェクトでは卓球部の部長を務めている。
コンビ活動以外にピンでのネタも演じており、2019年の『R-1ぐらんぷり』では決勝進出、準優勝。『エンタの神様』（日本テレビ）にもピン芸人として出演した。

## エピソード
中学時代に将来は芸人になりたいと思い、大学を卒業してNSCに入学した肥後が「きつく縄で自分を縛りながら、ゆるいエピソードトークを話す」というネタをやっていた大須賀に声をかけ、コンビ結成。
コンビ名は、劇場の客は女性が多いため女性が「うん?」となるワードにした方がいいと考えた肥後が「セルライト」という言葉を入れるのを提案し、スパも同様で略しやすさもポイントとしたのが由来。
ニッポンの社長・ロングコートダディとのユニット「関西コント保安協会」としても活動している。また、肥後は兎（ロングコートダディ）と「うさぎとひご」というライブを行なっている。
M-1グランプリ2022の3回戦にて、大須賀の裏拳を肥後が避けられず直撃してしまったことがある。

## 芸風
コントと漫才の両方を演じる。
コントでは静かにボケていくスタイルが多く、気取らないネタが特徴。漫才ではコントをベースにした所謂コント漫才を行う。どちらも大須賀の演技力が高く評価されている。肥後の歌唱力を活かしたネタをすることもある。2人とも関西弁混じりの標準語で話す。

## 賞レースでの戦績

### Ⅿｰ1グランプリ
| 年度   | 結果         | 会場                | 日時       | 備考                     |
| ------ | ------------ | ------------------- | ---------- | ------------------------ |
| 2009年 | 1回戦敗退    | HEP HALL            | 2009/09/12 |                          |
| 2010年 | 準々決勝進出 | なんばグランド花月  | 2010/12/04 | 予選55位                 |
| 2015年 | 準決勝進出   | EX THEATER ROPPONGI | 2015/11/19 | 予選19位、敗者復活戦17位 |
| 2016年 | 準々決勝進出 | なんばグランド花月  | 2016/11/07 |                          |
| 2017年 | 準決勝進出   | NEW PIER HALL       | 2017/11/15 | 予選22位、敗者復活戦13位 |
| 2018年 | 準々決勝進出 | なんばグランド花月  | 2018/11/05 |                          |
| 2019年 | 準決勝進出   | NEW PIER HALL       | 2019/12/04 | 予選17位、敗者復活戦12位 |
| 2020年 | 準々決勝進出 | よしもと漫才劇場    | 2020/10/26 |                          |
| 2021年 | 準々決勝進出 | なんばグランド花月  | 2021/11/11 | 3回戦敗退後、追加合格    |
| 2022年 | 準々決勝進出 | なんばグランド花月  | 2022/11/15 |                          |
| 2023年 | 準々決勝進出 | なんばグランド花月  | 2023/11/20 |                          |
| 2024年 | 準々決勝進出 | なんばグランド花月  | 2024/11/20 | ラストイヤー             |

### キングオブコント
| 年度   | 結果         | 会場                 | 日時           | 備考                  |
| ------ | ------------ | -------------------- | -------------- | --------------------- |
| 2009年 | 2回戦進出    | ヨシモト∞ホール大阪  | 2009/08/09・10 |                       |
| 2010年 | 2回戦進出    | 大阪国際交流センター | 2010/08/08     |                       |
| 2011年 | 準決勝進出   | 赤坂BRITZ            | 2011/08/26     |                       |
| 2012年 | 準々決勝進出 | テイジンホール       | 2012/08/20     | 1回戦シード通過       |
| 2013年 | 2回戦進出    | テイジンホール       | 2013/08/10     |                       |
| 2014年 | 準決勝進出   | 赤坂BRITZ            | 2014/09/10     |                       |
| 2015年 | 2回戦敗退    | 大丸心斎橋劇場       | 2015/08/13     | 1回戦シード通過       |
| 2016年 | 準決勝進出   | 赤坂BRITZ            | 2016/09/09     |                       |
| 2017年 | 準々決勝進出 | YES THEATER          | 2017/08/17     | この年より1回戦シード |
| 2018年 | 準々決勝進出 | YES THEATER          | 2018/08/16     |                       |
| 2019年 | 2回戦敗退    | 大丸心斎橋劇場       | 2019/07/25     |                       |
| 2020年 | 準々決勝進出 | YES THEATER          | 2020/08/18     |                       |
| 2021年 | 2回戦敗退    | 朝日生命ホール       | 2021/07/27     |                       |
| 2022年 | 準々決勝進出 | よしもと漫才劇場     | 2022/08/18     |                       |
| 2023年 | 準々決勝進出 | よしもと漫才劇場     | 2023/08/17     |                       |
| 2024年 | 準決勝進出   | なかのZERO大ホール   | 2024/09/05・06 |                       |

### ダブルインパクト〜漫才&コント 二刀流No.1決定戦〜
| 年度   | 結果    | 会場       | 備考 |
| ------ | ------- | ---------- | ---- |
| 2025年 | 決勝3位 | 日本テレビ |      |

### その他賞レース
- 2015年 第4回MBSラジオ演芸 ヤングスネーク杯 優勝
- 2016年 第37回ABCお笑いグランプリ 優勝
- 2017年 第6回ytv漫才新人賞 決勝進出（第6位）
- 2019年 ぐるぐるナインティナインおもしろ荘2019[注 1] 準優勝
- 2019年 第8回ytv漫才新人賞 決勝進出（第4位）
- 2019年 R-1ぐらんぷり 準優勝（大須賀）
- 2023年 第17回山-1グランプリ 優勝[注 2]
- 2023年 オールザッツ漫才2023 優勝

## 出演

### テレビ
- オールザッツ漫才（毎日放送）
- なるみ・岡村の過ぎるTV（ABCテレビ） - 不定期でロケ企画を担当、肥後夫妻での出演もあり
- まちけん参上!～あなたの街のおもしろ検定～（NHK大阪） - リポーター
- メッセンジャーの○○は大丈夫なのか?（毎日放送）‐ 大須賀が「100万円以下のマイホーム買って大丈夫なのか?」のコーナーを担当、肥後も出演経験あり
- 千原ジュニアの座王（関西テレビ） - 大須賀が不定期出演、肥後も出演経験あり
- 名門!モウカリマッカー学園～西梅田校新聞部～（テレビ大阪） - 準レギュラー
- キャスト（ABCテレビ、2019年4月から2022年3月まで） - 水曜日「スパッと通信社～関西のいまをいろんなカメラで撮ってみた～」 → 金曜日「追跡!マル得ポリス～アノ場所の魅力を再発見!～」のコーナーを担当
- バズ★ナイトナマー!（毎日放送）- レギュラー
- 関西コント保安協会（ABCテレビ） - メインキャスト[19]
- NMB48の＃エモスト（毎日放送） - ナレーター

### ラジオ
- オンスト（YES-fm、2017年4月 - 2019年3月）‐水曜日パーソナリティ
- 松井愛のすこ～し愛して★（MBSラジオ、2017年4月5日 - 2020年3月26日）- 木曜日コーナーレギュラー
- 赤maru（FM大阪、2019年10月 - ） - 月曜日レギュラー

### CM
- 551蓬莱（2022年 - ）

## 出囃子
- THE Prodigy「Omen」
- Dream Theater「Master of Puppets」

## 単独ライブ
2013年
- 9月6日 - セルライトスパの30分（5upよしもと）
- 12月18日 - セルライトスパの30分（5upよしもと）

2014年
- 2月24日 - セルライトスパの30分（5upよしもと）
- 4月7日 - リハありLIVE1（5upよしもと）
- 8月11日 - リハありLIVE2（5upよしもと）
- 11月7日 - セルライトスパの30分（5upよしもと）

2015年
- 4月11日 - リハありLIVE3（よしもと漫才劇場）
- 10月31日 - リハありLIVE4（よしもと漫才劇場）

2016年
- 10月11日 - リハありLIVE5（よしもと漫才劇場）

2017年
- 3月31日 - リハありLIVE6（よしもと漫才劇場）

2018年
- 3月22日 - セルスパ単独（よしもと漫才劇場）
- 7月28日 - セルスパ単独（よしもと漫才劇場）

2019年
- 3月29日 - セルスパ単独（よしもと漫才劇場）
- 7月26日 - セルスパ単独（よしもと漫才劇場）
- 11月29日 - セルスパ単独（よしもと漫才劇場）

2020年
- 9月20日 - セルライトスパの股ズレ単独（よしもと漫才劇場）